# 天主教凱塔-阿卡齊教區
天主教凱塔-阿卡齊教區（拉丁語：Dioecesis Ketaënsis-Akatsiensis）是加納一個羅馬天主教教區，屬阿克拉總教區。

## 歷史
下沃爾特宗座代牧區成立於1923年3月15日，1950年4月18日升為凱塔教區。1975年6月20日教座轉至霍城，易名為凱塔-霍城教區。1994年12月19日霍城及賈西坎各自升為教區，本教區易名至今。

## 現況
教區包括沃爾特地區南部五區，教座位於阿卡齊。2006年有教友120,271人（佔轄區總人口15.3%）、十個堂區、三十八名司鐸。現任教區主教為安多尼·夸米·阿達努蒂。